# Sierra de Piedra Aguda
La sierra de Piedra Aguda (Piedra Aguda; 1817 m; término municipal de Navarredonda de Gredos) está situada en la provincia de Ávila (España). Es una sierra perteneciente al sistema Central.
La longitud total del cordel es de aproximadamente 22 kilómetros, ocupando un área proyectada de unos 165 km², con un perímetro de 55 km. 
Está separada, al norte, de la sierra de Villafranca por el río Alberche, sirviendo el puerto de Fuente Alberche (1703 m) de paso natural entre ambas sierras. 
El Alberche hace un quiebro de 90°, girando hacia el sur, en la confluencia con el río Astillero, en las inmediaciones de la Cueva del Maragato, sirviendo también de límite al este con la sierra de Hoyocasero. 
Al sur limita con la macizo central de Gredos, en la parte más oriental mediante los arroyos de Arenillas y Navarenas, afluentes del Alberche, y en el resto con el río Tormes, una vez superado el Alto del Parador de Gredos (1595 m). 
El arroyo de los Horcajos al oeste hace de divisoria de nuevo con la sierra de Villafranca.
Tres carreteras locales cruzan la sierra, coronando en los altos de: 
- el puerto de la Cañada del Horno (1767 m), en la zona central;
- el puerto de Piedra Aguda (1685 m), en la zona oriental;
- el puerto de las Erillas (1642 m), en la zona más oriental.

## Municipios
La superficie de la sierra es de 16 500 hectáreas y engloba territorios de los siguientes municipios.
- San Juan de Gredos
- Hoyos del Collado
- Hoyos del Espino
- Navarredonda de Gredos
- Hoyos de Miguel Muñoz
- San Martín del Pimpollar
- Navadijos
- Garganta del Villar
- San Martín de la Vega del Alberche